# Lijst van burgemeesters van Hagestein
Dit is een lijst van burgemeesters van de voormalige Nederlandse gemeente Hagestein tot die gemeente op 1 januari 1986 opging in de gemeente Vianen.
| Ambtsperiode | Naam burgemeester           | Partij of stroming | Bijzonderheden                                                                               |
| ------------ | --------------------------- | ------------------ | -------------------------------------------------------------------------------------------- |
| 1818 - 1828  | W. Pernis                   |                    | tot 1825 schout                                                                              |
| 1828 - 1844  | Fr. van den Berg            |                    |                                                                                              |
| 1844 - 1857  | J.J. Cambier                |                    | vanaf 1851 tevens burgemeester van Everdingen                                                |
| 1857 - 1876  | Matthijs Augustus Sloot     |                    | tevens burgemeester van Everdingen; eerder burgemeester van Tienhoven en Ameide              |
| 1876 - 1900  | H.W. Waardenburg            |                    | tevens burgemeester van Everdingen                                                           |
| 1901 - 1914  | Claas Jan Mathijs Noorduyn  |                    | tevens burgemeester van Everdingen; eerder burgemeester van Zwammerdam en Naaldwijk          |
| 1915 - 1923  | A.W. de Leeuw               |                    | tevens burgemeester van Everdingen; eerder burgemeester Geldermalsen                         |
| 1923 - 1939  | F. Kraay                    |                    | tevens burgemeester van Everdingen                                                           |
| 1939 - 1955  | F.N.H. Gurck                | CHU                | tevens burgemeester van Everdingen                                                           |
| 1955 - 1967  | Jan (J.) Voorhoeve          |                    | tevens burgemeester van Everdingen                                                           |
| 1967 - 1974  | A.A. Schouten               | CHU                | tevens burgemeester van Everdingen; eerder burgemeester van Zuid-Beierland                   |
| 1974 - 1986  | Hendrik (H.) van der Gronde | CHU / CDA          | waarnemend vanaf 1983; tevens burgemeester van Everdingen; eerder burgemeester van Kockengen |